# سولیونی
سولیونی (به لاتین: Solyony) یک منطقهٔ مسکونی در روسیه است که در استان آستراخان واقع شده‌است.